# El Casal (Balsareny)
El Casal és un antic hospital del municipi de Balsareny (Bages) avui transformat en residència de gent gran. És inclòs en l'Inventari del Patrimoni Arquitectònic de Catalunya.

## Descripció
Casa aïllada amb dues plantes, que vol imitar l'estructura d'un mas. L'edifici té la coberta a dues aigües i el carener perpendicular a la façana. S'hi accedeix per una escala de pedra que condueix a la porxada, de tres arcs, també de pedra picada.
El pis superior queda centrat per tres finestres rectangulars, emmarcades amb pedra, que componen una façana simple però ben proporcionada. Dos medallons de pedra decoren la façana.
A la capella, dedicada a la Mare de Déu de Montserrat, i encara en servei, es conserven unes pintures murals de Josep Obiols, de 1945.

## Història
L'edifici, projectat el 1945 i acabat el 1947, va ser construït amb funció d'hospital per assegurar l'assistència de malalts del terme de Balsareny. L'obra es va fer gràcies al mecenatge de l'industrial Ricard Viñas que en va fer donació al poble. El 1947 ja s'hi internà el primer malalt. És regentat per les germanes Josefines de la Caritat de Vic, que ja tenien cura dels malalts del terme des de l'any 1926, molt abans de la construcció del casal.
Una dècada després de la construcció ja no hi havia prou espais i va caldre ampliar-lo d'un pavelló. Veïns i empreses del terme van col·laborar en les despeses. Entre 1990 i 1994 es va construir una nova edificació.
Avui té la funció de residència per avis, amb una cabuda fins a trenta places.